# Conistra
Genre
Conistra est un genre de lépidoptères (papillons) nocturnes de la famille des Noctuidae.

## Espèces rencontrées en Europe
- Conistra (Conistra) alicia Lajonquière, 1939
- Conistra (Conistra) daubei (Duponchel, 1838)
- Conistra (Conistra) gallica (Lederer, 1857)
- Conistra (Conistra) intricata (Boisduval, 1829)
- Conistra (Conistra) ligula (Esper, 1791)
- Conistra (Conistra) rubiginosa (Scopoli, 1763)
- Conistra (Conistra) rubricans Fibiger, 1987
- Conistra (Conistra) vaccinii (Linnaeus, 1761)
- Conistra (Conistra) veronicae (Hübner, 1813)
- Conistra (Dasycampa) erythrocephala (Denis & Schiffermüller, 1775)
- Conistra (Dasycampa) rubiginea (Denis & Schiffermüller, 1775)
- Conistra (Dasycampa) staudingeri (Graslin, 1863)
  - Conistra (Dasycampa) staudingeri rubigo (Rambur, 1871)
  - Conistra (Dasycampa) staudingeri staudingeri (Graslin, 1863)
- Conistra (Orrhodiella) ragusae (Failla-Tedaldi, 1890)
  - Conistra (Orrhodiella) ragusae macedonia (Pinker, 1956)
  - Conistra (Orrhodiella) ragusae ragusae (Failla-Tedaldi, 1890)
- Conistra (Peperina) torrida (Lederer, 1857)